# U-Way
U-Way (how do the again) è il terzo singolo pubblicato dalla Epic Record e dalla LaFace Records.
Il brano, venne in un certo senso ignorato, a causa del troppo tempo che le etichette impiegarono per pubblicarlo, per cui non ricevette né riconoscimenti né critiche negative. Infatti l'uscita dell'album prevista per il dicembre del 1988, dovette essere posticipata, in quanto  la coppia doveva terminare la propria collaborazione con altri artisti. Ma la pubblicazione ufficiale dei singoli dovette ancora attendere per due mesi, dato che, sia J-Bo che Sean P stavano lavorando per promuovere gli altri singoli.
Successivamente il brano ricevette un minimo di riconoscimento, sia, grazie al video, che per il genere Crunk impiegato nella strumentale che si distinse in quanto più attivo. Il buon successo del brano è continuato pure nella versione Remix, nella quale partecipa, oltre al duo Mixzo anche Lil Wayne. Il brano venne prodotto dal cantante nero, Montez Harris e da alcuni manager della Epic Record.